# げにかすり
『げにかすり』は、迫稔雄による日本の漫画作品。『週刊ヤングジャンプ』（集英社）にて、2025年10号より連載中。迫稔雄としては前作「バトゥーキ」完結から1年ぶりの連載となる。

## 沿革
2025年1月30日発売の『週刊ヤングジャンプ』2025年9号にて次号より連載スタートすると発表。当初は毎週連載だったが2025年26号から隔週連載になった。

## あらすじ
プロボクサーの新星針磨梁はある試合でのダメージで2年間植物状態となった。何とか目覚めるも彼には引退通告・父の死と様々な不幸が襲い掛かってくる。そんな中、ある出来事をきっかけにプロモーターとしてボクシングを裏で支えていこうとする。

## 登場キャラクター
針磨 梁（はりまりょう）
プロモーター。茶髪短髪。父親の誘いでボクシングを始めて、プロボクサー時代は四田ボクシングジム所属、戦績は10勝1敗(7KO)でバンタム級日本・OPBFランカー。会長からハリーと呼ばれている。父親のためにタイトルマッチに臨むが相手のパンチによるTKO負けのダメージで開頭手術を行って2年間植物状態だった。その後父親の死とジムの現状を知って絶望するも華火の存在を知って裏方のプロモーターとして活動することを決意する。
華火 時貞（はなび ときさだ）
プロボクサー。四田ボクシングジム所属。アマチュア時代オリンピックフェザー級で銀メダルに輝くも結果に納得できず表彰式で日本国旗を燃やしたことで世間からヘイトを集めた。四田会長に様々な条件を出す。黒髪短髪だが、日本国旗を燃やした際に右頭部に火傷を負う。攻撃的なファイトスタイルを持ち味とする。
四田ジム会長
四田ボクシングジム会長。前髪を後ろに巻きあげている。ギャンブル狂でその借金で一時期リングを売り払った。
万丈 大（まんじょう だい）
プロボクサー。世界2階級制覇王者で現フェザー級四団体統一王者。ザ・ボクサーと呼ばれる。梁は彼のスパーリングパートナーを務めていた。
片鯉（かたこい）
ボクシング専門フリーライター。あごひげが濃い。梁にタイトルマッチ前負けることと命にかかわることを警告する。梁が目を覚ました後再会して父親の死を伝えた。その後華火の四田ボクシングジム入りをサポートした。
鬼 郁史（きさらぎ いくふみ）
仙龍ボクシングジム会長。日本ボクシング界のドンで鬼会長と呼ばれている。最初華火のプロテストを認めなかったが、徳間に説得されて条件付きで認める。
万丈 徳間（まんじょう とくま）
万丈ボクシングジム会長。大の父親。華火のプロテストを認めるように鬼へお願いした。
丹羽 正塀（には しょうへい）
火横ボクシングジム会長。黒髪短髪。華火のプロテストを猛反対した。
寒田 尊（さむだ たける）
寒田ボクシングジム会長。華火のプロテストを薦めた。
大晃 巧人（おおあき こがね）
プロボクサー。闘堅ジム所属。ねちねちとしたファイトスタイルから戦いたくないボクサーと呼ばれている。華火のプロデビュー戦相手を務めるも持ち味の距離感が封じられて秒殺でのKO負け。
八馬 巧人（やま こうと）
プロボクサー。フェザー級日本ランカーで闘堅ジム所属。負けが込んでいるが強さからなかなか試合機会がなかった。華火との試合を熱望するが急遽日本フェザー級タイトルマッチが内定。
梁の父親
故人。トラックの運転手をやっていた。梁にボクシング開始のきっかけを作って体調を心配していた。梁のタイトルマッチの半年後、交通事故で亡くなった。
ダニエル・ザラ
プロボクサー。OPBFバンタム級王者で日本人破壊機と呼ばれている。梁とOPBFバンタム級タイトルマッチを行ってタオル投入によるTKO勝ちで王座防衛を果たした。
ウゴ・ラミレス
プロボクサー。元フェザー級四団体統一王者で現在WBAスーパーフェザー級王者。ストリートファイトを用いたボクシングで戦う。

## 用語
四田ボクシングフィットネスジム
梁が現役時代所属して、時貞の所属するボクシングジム。借金のかたでリングを売り払ったが梁のおかげで取り戻す。
万丈ボクシングジム
大が所属するボクシングジム。大の活躍で日本ボクシング界にも力を持っている。

## 書誌情報
- 迫稔雄『げにかすり』集英社〈ヤングジャンプ・コミックス〉、既刊1巻（2025年6月18日現在）
  1. 2025年6月18日発売[5][6]、ISBN 978-4-08-893697-0